# Сире (Горња Саона)
Сире (фр. Cirey) насеље је и општина у источној Француској у региону Франш-Конте, у департману Горња Саона која припада префектури Везул.
По подацима из 2011. године у општини је живело 349 становника, а густина насељености је износила 26,66 становника/km². Општина се простире на површини од 13,09 km². Налази се на средњој надморској висини од 226 метара (максималној 329 m, а минималној 222 m).

## Демографија
| 1962. | 1968. | 1975. | 1982. | 1990. | 1999. | 2011. |
| ----- | ----- | ----- | ----- | ----- | ----- | ----- |
| 186   | 189   | 185   | 200   | 225   | 232   | 349   |

График промене броја становника у току последњих година